# Gudme Kommune
Gudme Kommune i Fyns Amt blev dannet ved kommunalreformen i 1970. Ved strukturreformen i 2007 blev den indlemmet i Svendborg Kommune sammen med Egebjerg Kommune.

## Tidligere kommuner
Gudme Kommune blev dannet ved sammenlægning af 4 sognekommuner:
| Kommune        | Folketal 1. januar 1970 | Byer                        |
| -------------- | ----------------------- | --------------------------- |
| Gudbjerg       | 1.667                   | Gudbjerg                    |
| Gudme-Brudager | 1.464                   | Gudme                       |
| Hesselager     | 1.548                   | Hesselager                  |
| Oure-Vejstrup  | 1.863                   | Lundeborg, Oure og Vejstrup |
| I alt          | 6.542                   |                             |

## Sogne
Gudme Kommune bestod af følgende sogne, alle fra Gudme Herred:
- Brudager Sogn
- Gudbjerg Sogn
- Gudme Sogn
- Hesselager Sogn
- Oure Sogn
- Vejstrup Sogn

## Borgmestre[2]
| Navn                | Parti   | Periode   |
| ------------------- | ------- | --------- |
| Ejnar Freltofte     | Venstre | 1970-1974 |
| Johannes Rosager    | Venstre | 1974-1978 |
| Hans Jørgen Bindzus | Venstre | 1978-1986 |
| Erik Ullemose       | Venstre | 1986-2001 |
| Lars Erik Hornemann | Venstre | 2002-2006 |